# Alpheus edwardsii
Alpheus edwardsii (Audouin, 1826) è un crostaceo decapode appartenente alla famiglia Alpheidae.

## Distribuzione e habitat
Questo gamberetto ha un ampio areale che si estende dal mar Rosso all'oceano Indiano, sino al Pacifico occidentale. Attraverso il canale di Suez si è introdotto nel mar Mediterraneo (migrazione lessepsiana) ove è stato avvistato per la prima volta nel 1924 sulle coste dell'Egitto, e successivamente anche in Israele e Turchia.
Vive nella zona intertidale sino a 25 m di profondità, al riparo in fenditure delle rocce.